# 陸軍センター (ドイツ連邦軍)
ドイツ連邦軍における陸軍センター（りくぐんセンター、ドイツ語：Zentren des Heeres）とは、ドイツ連邦陸軍陸軍局傘下の陸軍学校と並列する訓練施設のこと。一部のセンターは訓練施設の管理責任を負わず、いくつかのセンターは支援施設、陸軍後方支援体制または準備のための施設のほか、部隊演習場の管理に責任を負っている。陸軍センターは学校や陸軍部隊学校から任務移行の流れの中で設立される。兵科の一部、機甲部隊の教育訓練部門については伝統的に装甲兵監（de:General der Panzertruppen）が責任を負っている。

## 現在の陸軍センター
- 特殊作戦訓練センター、在フレンドルフ
- ムンスター訓練センター、在ムンスター
  - 陸軍偵察部隊訓練センター、在ムンスター
  - 士官候補生大隊、在ムンスター
  - 装甲部隊訓練センター、在ムンスター
- 陸軍戦闘シミュレーション・センター、在ヴィルトフレッケン
- 陸軍戦闘訓練センター、在レッツリンゲン
- 陸軍戦術センター、在ドレスデン

## 旧陸軍センター
- 連邦軍野戦情報センター、在ディーツ。野戦情報部隊の要員教育機関。2008年に陸軍偵察部隊センターに組み込まれる。
- 陸軍後方支援センター、在バート・ノイェンアール。2008年に陸軍局第5部として組み込まれる。